# Pleuromalaxis
Pleuromalaxis är ett släkte av snäckor. Pleuromalaxis ingår i familjen Vitrinellidae.
Kladogram enligt Catalogue of Life:
| Pleuromalaxis | \| \| Pleuromalaxis balesi \| \| \| \| \| \| Pleuromalaxis lamellifera \| \| \| \| \| \| Pleuromalaxis pauli \| \| \| \| \| \| Pleuromalaxis retifera \| \| \| \| |
|               | \| \| Pleuromalaxis balesi \| \| \| \| \| \| Pleuromalaxis lamellifera \| \| \| \| \| \| Pleuromalaxis pauli \| \| \| \| \| \| Pleuromalaxis retifera \| \| \| \| |
|               | Anticlimax |
|               | |
|               | Aorotrema |
|               | |
|               | Circulus |
|               | |
|               | Cochliolepis |
|               | |
|               | Conjectura |
|               | |
|               | Cyclostremiscus |
|               | |
|               | Elachorbis |
|               | |
|               | Epicynia |
|               | |
|               | Episcynia |
|               | |
|               | Macromphalina |
|               | |
|               | Pachystremiscus |
|               | |
|               | Parviturboides |
|               | |
|               | Scissilabra |
|               | |
|               | Scrupus |
|               | |
|               | Solariorbis |
|               | |
|               | Teinostoma |
|               | |
|               | Vitrinella |
|               | |
|               | Vitrinorbis |
|               | |
|               | Pleuromalaxis balesi |
|               | |
|               | Pleuromalaxis lamellifera |
|               | |
|               | Pleuromalaxis pauli |
|               | |
|               | Pleuromalaxis retifera |
|               | |

|  | Pleuromalaxis balesi      |
|  |                           |
|  | Pleuromalaxis lamellifera |
|  |                           |
|  | Pleuromalaxis pauli       |
|  |                           |
|  | Pleuromalaxis retifera    |
|  |                           |